# Kunigami
Le kunigami est une langue parlée au Japon, dans le centre et le nord de l'île d'Okinawa, ainsi que sur les îles de Iheya, Izena, Iejima et Sesoko. Elle fait partie du groupe des langues ryukyu, apparentées au japonais.